# Шутрук-Наххунте II
Шутрук-Наххунте II (д/н — бл. 1055 до н. е.) — цар Аншану і Суз (Еламу) близько 1080—1055 років до н.е. Часто його нумерація зараховується Шутрук-Наххунте III часів Новоеламського царства.

## Життєпис
Син царя Хумбан-нумени II. Багато часу приділив для відновлення єдності Еламу, західну частину якого вдалося звільнити внаслідок послаблення Вавилонського царства, викликаного поразкою царя Мардук-надін-аххе близько 1081 року до н. е. від племен арамеїв.
Почав відбудовувати сузи, проет про значні якісь роботи мова не йшла. При цьому область Дер здобула незалежність. Можливо йому також довелося протистояти арамеям. Йому спадкував брат Шутур-Наххунте I.